# Metanoea iijimae
Metanoea iijimae är en nattsländeart som beskrevs av Iwata 1928. Metanoea iijimae ingår i släktet Metanoea och familjen husmasknattsländor. Inga underarter finns listade i Catalogue of Life.